# 卡爾·洛維特
卡爾·洛維特（德語：Karl Löwith，1897年1月9日—1973年5月26日），生於德國慕尼黑，為猶太裔德國人，德國著名哲學家，曾追隨胡塞爾與马丁·海德格尔研究哲學。

## 生平
洛維特出生在慕尼黑一個富裕的猶太中產家庭。1914年，自願從軍，參加第一次世界大戰。在義大利作戰時，負傷被俘兩年。1918年，因為戰俘交換計劃，回到德國。兩個月後，進入慕尼黑大學就讀，因為聽到韋伯《學術作為一種志業》的演講，決心鑽研哲學。1919年轉學，前往弗萊堡，投入胡塞爾門下。當時擔任胡塞爾助理的马丁·海德格尔，對他有很大的影響。1923年，以關於尼采的論文得到博士學位。
1928年，他完成就職論文，開始在馬堡大學教書。1931年得到正式教職，擔任哲學講師。1933年，希特勒上台，猶太人開始遭受迫害。1934年到1936年間，洛維特得到美國洛克斐勒基金會的獎學金，前往義大利。
1936年，義大利法西斯黨開始迫害猶太人，下令外國籍的猶太人必須在半年內離境。他往日的同學，日本哲學家九鬼周造，幫他在日本仙台的東北帝國大學找到講座，邀請他前往日本。洛維特夫婦在那不勒斯搭上日本諏訪丸郵輪，前往日本，途中曾在台灣短暫停留，訪問了基隆與台北。
1941年，在田立克與尼波爾的幫助下，洛維特由日本前往美國，任教於麻州哈特佛神學院（Theologishes Seminar in Hartford）。在他們夫婦到達美國後不久，日本偷襲珍珠港，太平洋戰爭開始。
1949年，洛維特至紐約社會研究新學院任教。
1952年，汉斯-格奥尔格·伽达默尔邀請他回到德國海德堡大學哲學系任教，與他往日的老師马丁·海德格尔成為同事。洛維特批判海德格在二次大戰期間支持納粹黨的態度，1953年出版《海德格：貧瘠時代的思想家》。
1964年退休，1973年過世。

## 著作
著有《韋伯與馬克思》、《海德格：貧瘠時代的思想家》、《世界歷史與救贖歷史》、《1933：一個猶太哲學家的德國回憶
》、《尼采》。